# Rheinufervorschiebung

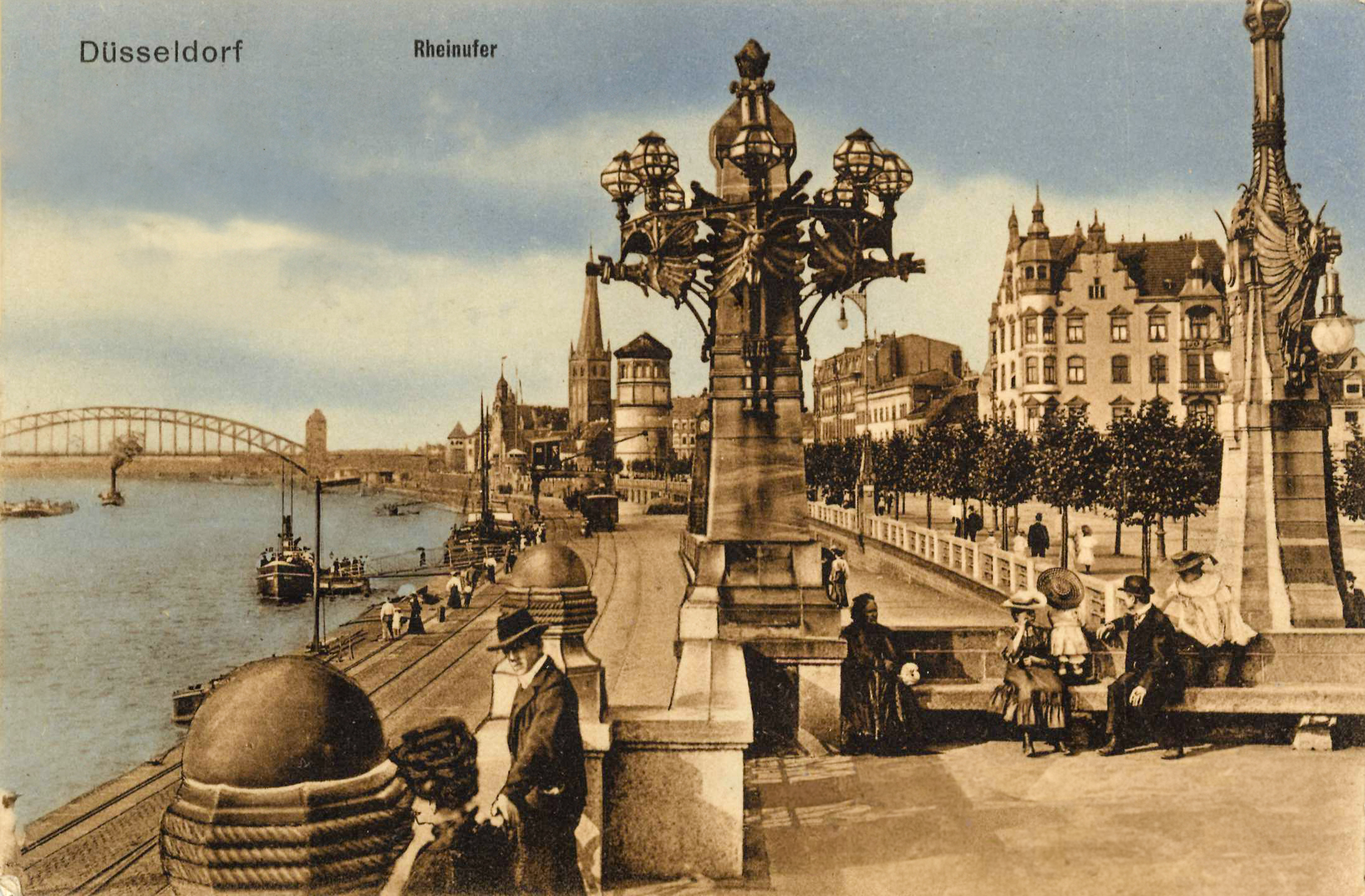
Aussicht an der Terrasse am Rheinufer nach Fertigstellung der Rheinufervorschiebung (1902), kolorierte Postkarte

Die Rheinufervorschiebung war ein umfassendes Bauprojekt der Stadtentwicklung am Rheinufer in Düsseldorf in den Jahren 1898 bis 1902. Es diente dem Bau einer neuen Uferbefestigung und einer oberen Deichmauer, die den Hochwasserschutz der Altstadt und Carlstadt verbessern sollten, sowie der Schaffung einer Rheinuferstraße und -promenade oberhalb der oberen Mauer, außerdem dem Bau einer Ladestraße für Hafenzwecke unterhalb dieser Mauer. Hierzu wurde die Ufergrenze bis zu 37 Meter vor die alte Uferlinie geschoben. Dadurch gewann man dem Strom auf einer Länge von rund 850 Metern eine Fläche von mehr als einem Hektar ab. Eng verknüpft war das Projekt mit der Anhebung, Erschließung und Baureifmachung der nördlich der Altstadt gelegenen Golzheimer Insel für die geplante Ausrichtung der Industrie- und Gewerbeausstellung Düsseldorf 1902 und eines Bauplatzes zur Errichtung eines dauerhaften Ausstellungsgebäudes für die Düsseldorfer Künstlerschaft, des Kunstpalastes Düsseldorf.

## Geschichte

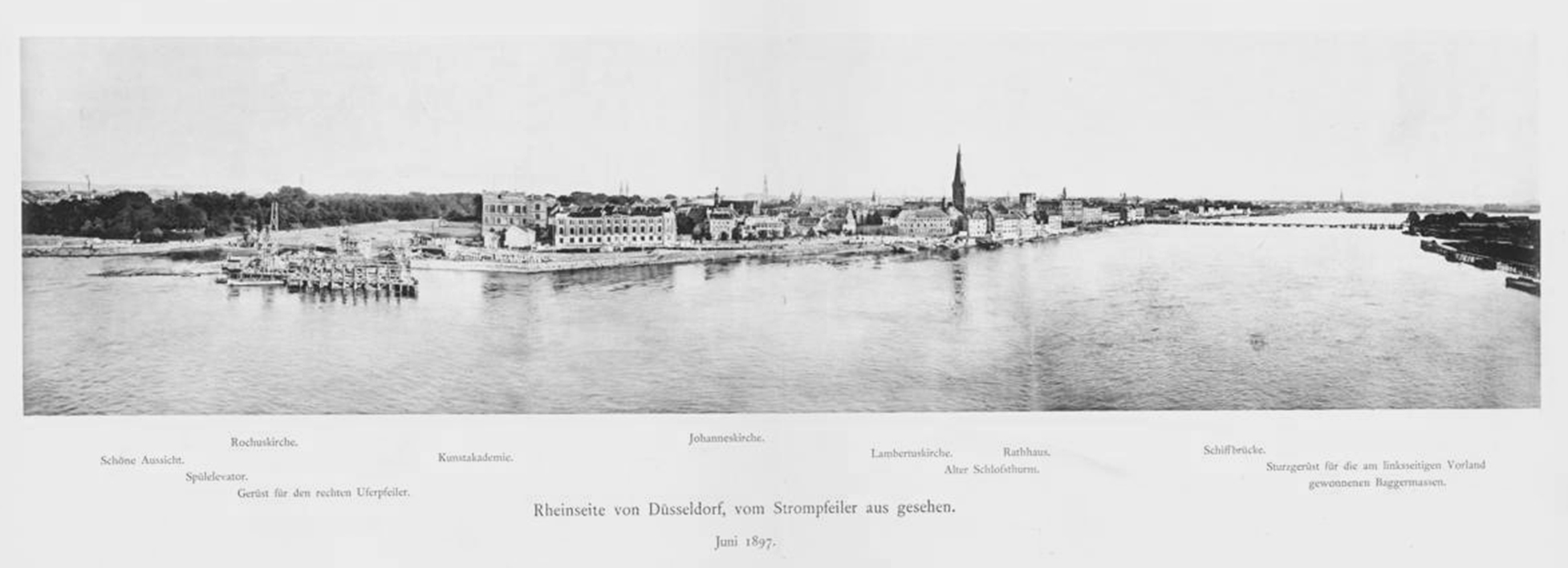
Rheinufer vor der Vorschiebung des Rheinufers (1897), links das Gelände des bereits eingeebneten Sicherheitshafens, davor ein im Bau befindlicher Brückenpfeiler der Oberkasseler Brücke, rechts die alte Schiffbrücke

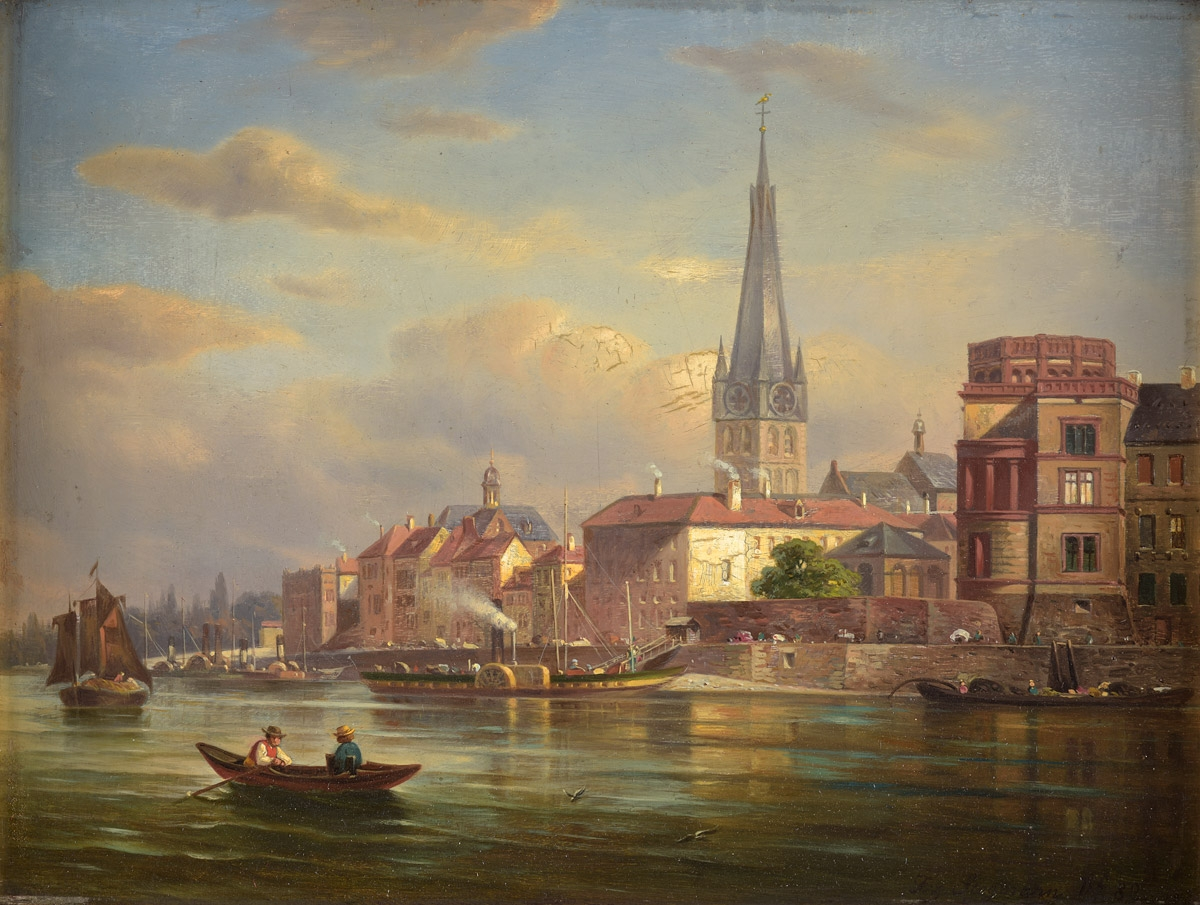
Historische Rheinufer-Bebauung an der Krämerstraße (Mitte) sowie Düsseldorfer Schloss (rechts) auf einem Gemälde von Franz Stegmann, 1882

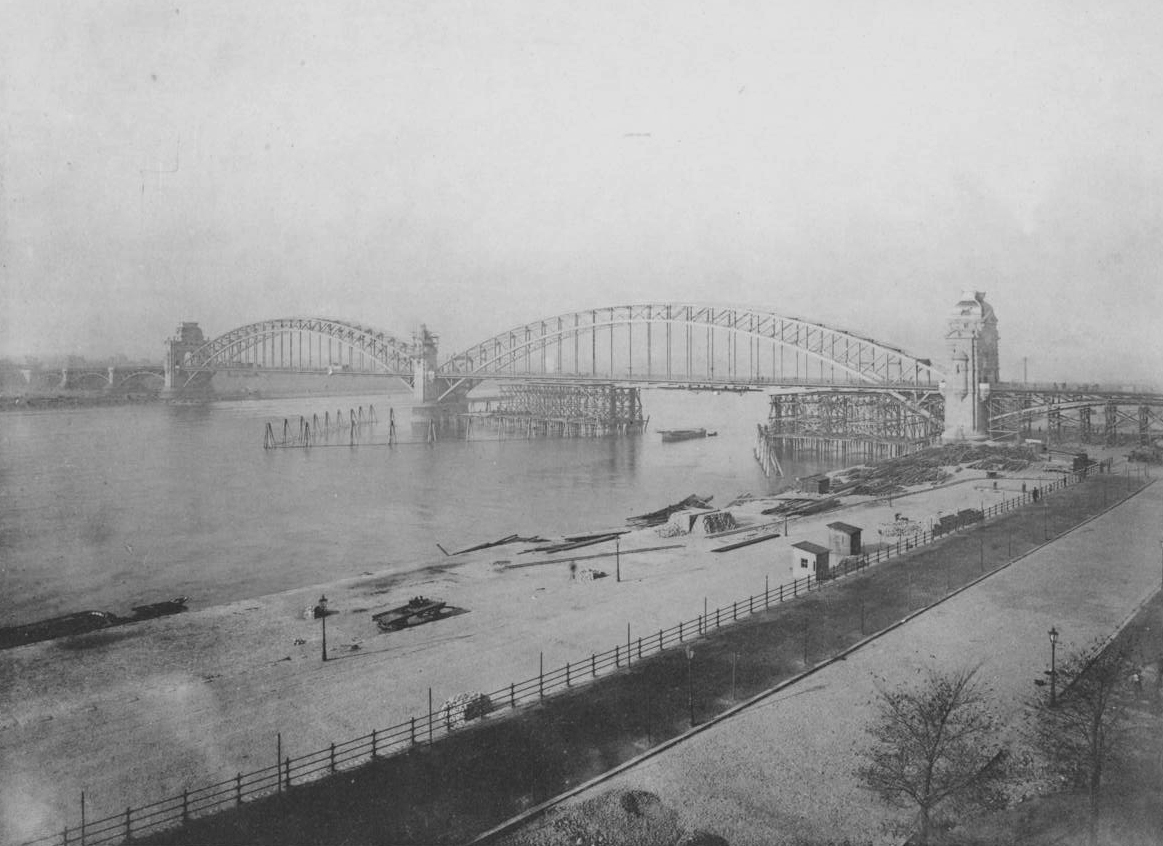
Bau der Oberkasseler Brücke im Zuge der Rheinufervorschiebung, 1898

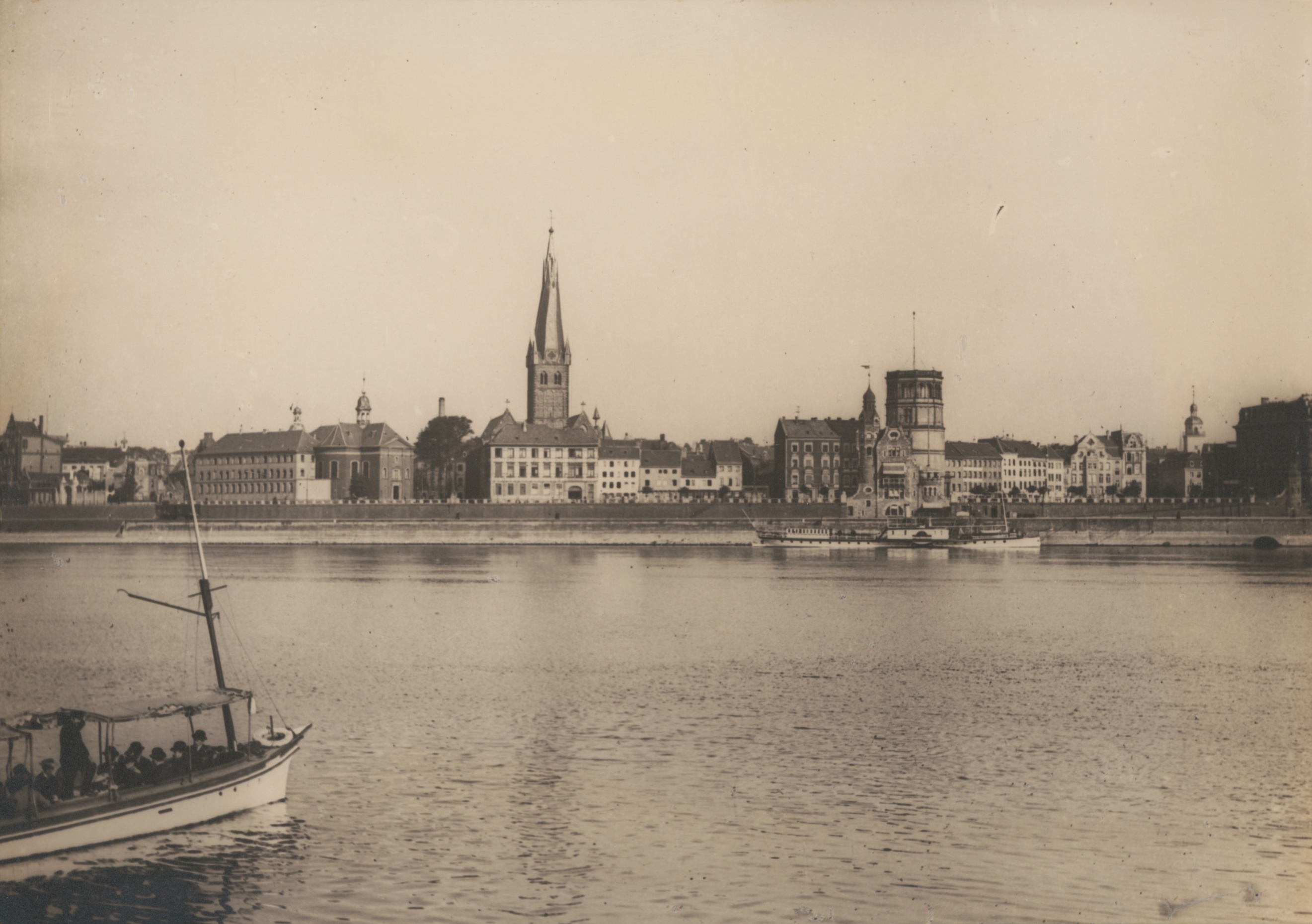
Stadtansicht nach der Rheinufervorschiebung, Foto von Erwin Quedenfeldt, 1915

Zu Beginn der Neuzeit befestigte Düsseldorf seine Rheinfront. Im Rahmen des Ausbaus der Festung Düsseldorf entstanden ein erster Sicherheitshafen (Alter Hafen) in der Mündung der Südlichen Düssel zwischen Stadtmauer und Zitadelle sowie am offenen Strom als Kai das „Werft“, das am Ende des 16. Jahrhunderts mit einem ortsfesten Rheinkran ausgestattet wurde. Durch den Bau eines neuen Sicherheitshafens wurde bis zum Jahr 1822 der alte Hafen obsolet.
In der Phase der Hochindustrialisierung gehörte Düsseldorf zu den Städten mit den geringsten Steuersätzen im deutschen Kaiserreich. Dies zog viele Unternehmen an, was das Einwohnerwachstum, das durch starke Geburtenraten ohnehin hoch war, zusätzlich anregte. Begünstigt durch seine verkehrliche Lage an bedeutenden Eisenbahnlinien und am Rhein sowie durch die Standortfaktoren einer gewachsenen, wirtschaftlich breit aufgestellten Stadt mit Provinziallandtag und regionalen Verwaltungsbehörden, einem beachtlichen kulturellen Angebot und einer etablierten industriell-gewerblichen und künstlerischen Ausstellungstradition begann die Stadt als Sitz bedeutender Produktionsstätten, Verbände und Kartelle von Industrie, Handel und Wirtschaft der „Schreibtisch des Ruhrgebiets“ zu werden. 1884/1885 hatten die Planer Josef Stübben, Jean Geoffroy Conrath und Franz Andreas Meyer ein Verkehrskonzept mit Ringstraßen („Stübben-Ringe“), Radial- und Diagonalstraßen vorgeschlagen und in ihrem Entwurf für einen Bebauungsplan der Stadt auch die Idee entwickelt, einen „Rhein-Quai“ entlang der Rheinfront der Stadt zu bauen. Um die Uferstraße in genügender Breite realisieren zu können, sollten Altbauten an Engstellen weichen.
1896 wurde der neue Düsseldorfer Hafen eingeweiht. Hafenfunktionen hatten bis 1831 der Alte Hafen an der Hafenstraße, ferner das durch das „Werft“ befestigte Altstadt-Rheinufer, die unbefestigten Ufer vor der Golzheimer Insel und der Neustadt sowie der Sicherheitshafen am Nordrand der Altstadt innegehabt. Nach der Inbetriebnahme des neuen Hafens stieg der jährliche Güterumschlag, darunter ein hoher Anteil hochwertiger Güter wie Röhren, Maschinen und Glaswaren, innerhalb von fünf Jahren von 33.000 auf 620.000 Tonnen. Mit dem Bau der Oberkasseler Brücke am Nordrand der Altstadt ging bis 1898 der Bau der K-Bahn, der ersten elektrischen Kleinbahnlinie mit städteverbindendem Schnellzugbetrieb in Europa, und die städtebauliche Erschließung des neuen linksrheinischen Stadtteils Oberkassel nach einem Konzept des Stadtplaners Josef Stübben einher.

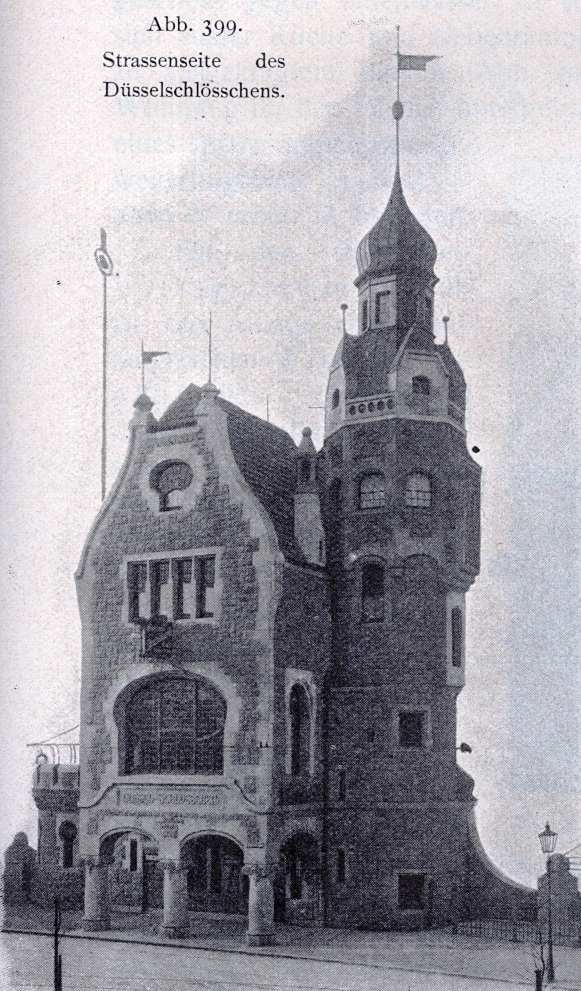
Düsselschlösschen

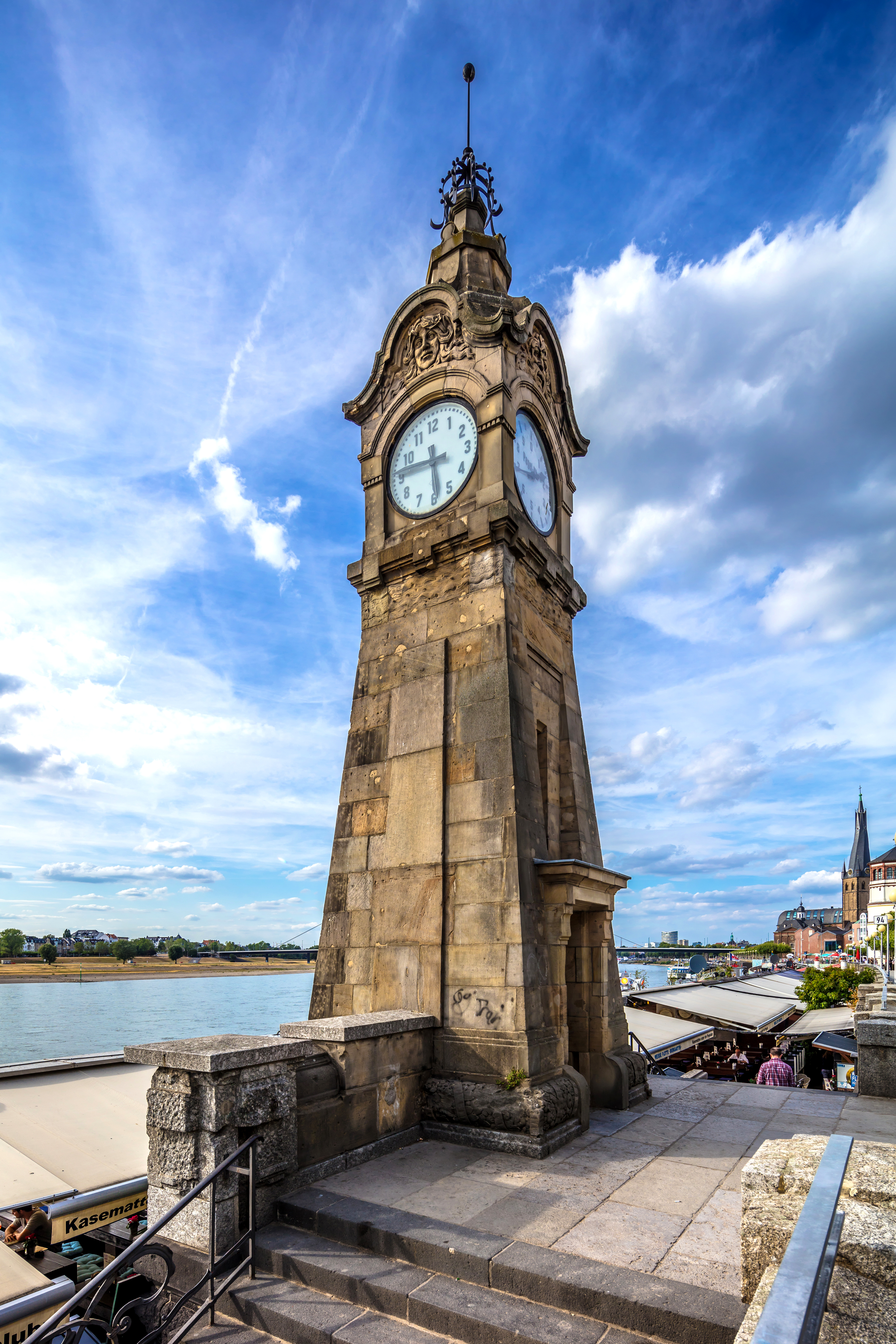
Pegeluhr

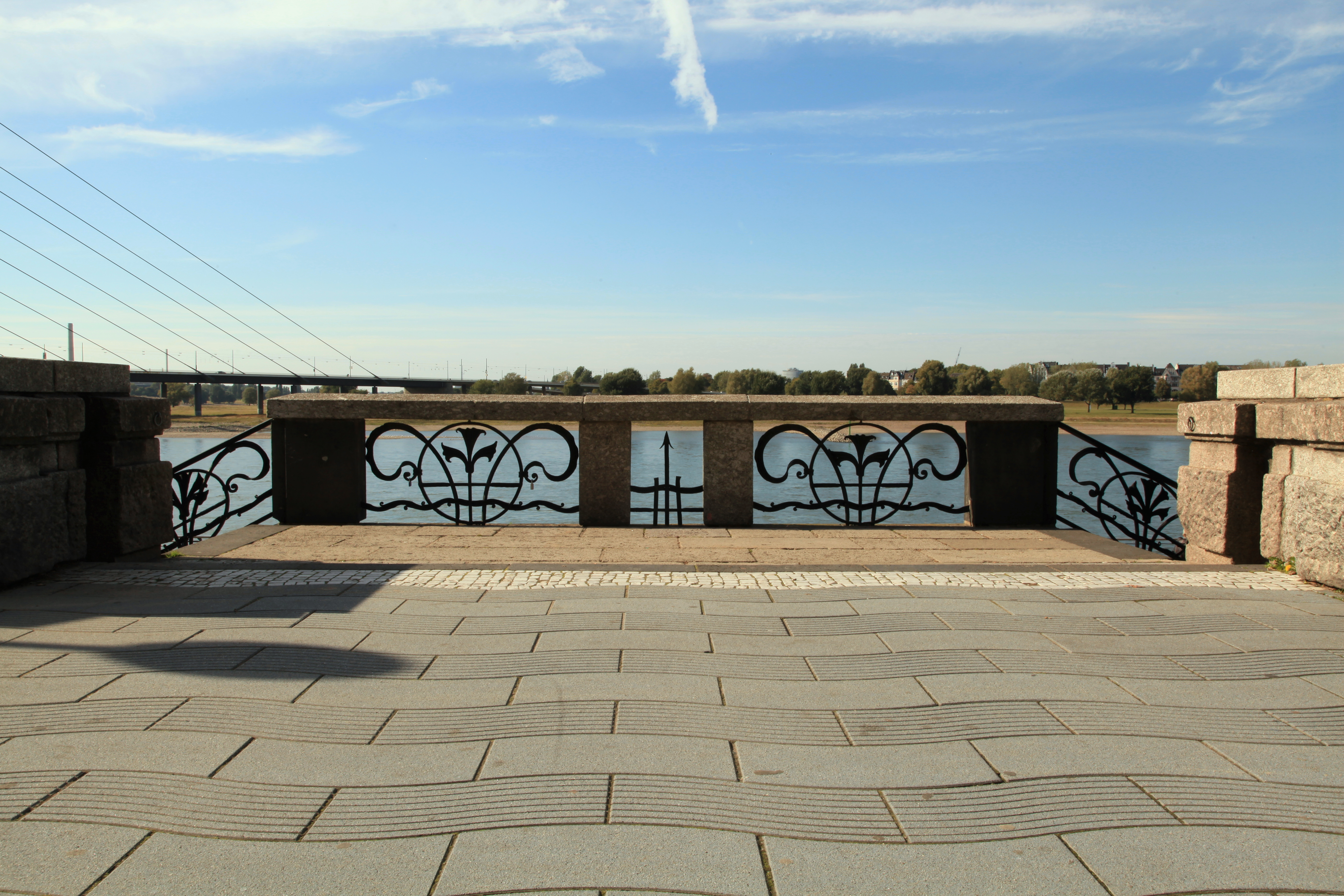
Brüstung mit Jugendstil-Gitter an einer Treppe der heutigen Rheinuferpromenade

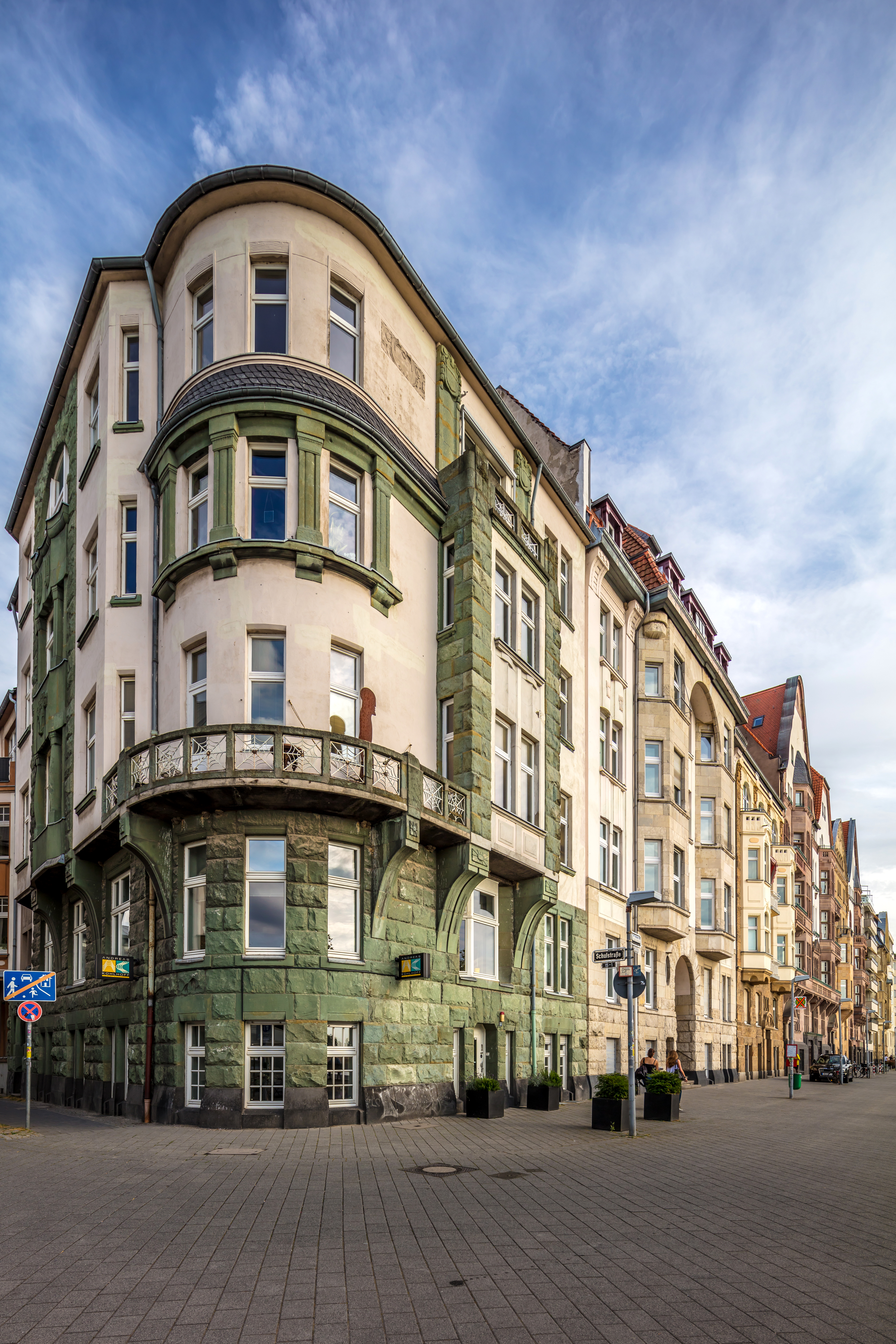
Jugendstilhäuser an der Rheinfront, die nach dem Bau der hochwasserfreien Promenadenstraße (heute Rathausufer) errichtet wurden

Am 13. Dezember 1898 beschloss die Düsseldorfer Stadtverordneten-Versammlung eine Vorlage des Beigeordneten Wilhelm Marx zur „Vorschiebung des Rheinwerfts und Anhebung der Golzheimer Insel“. Diese Vorlage sah unter dem Punkt „Vorschiebung des Rheinufers“ eine „tiefliegende Lösch- und Ladestraße für den Schiffsverkehr (…) mit zwei Doppelgleisen bis zur Golzheimer Insel“ sowie eine „hochwasserfreie Fahr- und Promenadenstraße“ vor. Dieses Bauwerk sollte sich vom Rheinknie (Petroleumhafen am Westende der Haroldstraße) bis auf die Höhe der Ritterstraße erstrecken. Die tiefliegende Lösch- und Ladestraße, das untere Werft, auf der ein Ladekran und Güterzüge verkehren sollten, war auf eine Breite von 20 Meter dimensioniert, welche sich am Schlossturm auf 9 Meter verjüngte. Die 3,3 Meter höher gelegene, hochwasserfreie Fahr- und Promenadenstraße war auf einen Querschnitt von 24,6 Meter angelegt, davon 5 Meter Bürgersteig vor einer Häuserfront, 11 Meter für den Fahrdamm und 8,6 Meter für die Promenade. Untereinander sollten die Ebenen durch zwei Rampen verbunden sein.
Marx, der damals bereits zum Oberbürgermeister Düsseldorfs gewählt, aber noch nicht durch Wilhelm II. bestätigt worden war, begründete die kalkulierten Kosten der Maßnahmen –
- 3 Millionen Mark für die Vorverschiebung des Rheinwerfts, davon 1,8 Millionen für Arbeiten der Firma Philipp Holzmann und 1,2 Millionen Mark für Grundstückserwerb, Gleise, Straßenbefestigung und Kanäle,
- 1,12 Millionen Mark für die Anhebung der Golzheimer Insel,
- abzüglich eines staatlichen Zuschusses von gut 100.000 Mark, der im Zuge der Genehmigung der Uferlinie gewährt worden war,

– mit den Vorteilen für die Stadtentwicklung:
- Verschönerung der Rheinfront durch Umgestaltung mit positiven Folgen für den Tourismus
- Nutzbarmachung und Erschließung eines attraktiven Geländes für die Industrie- und Gewerbeausstellung 1902, die mit 145 Morgen eine mehr als doppelt so große Fläche wie die Gewerbe-Ausstellung für Rheinland, Westfalen und benachbarte Bezirke von 1880 beanspruche, sowie für eine dauerhafte Halle für Kunstausstellungen der Düsseldorfer Künstlerschaft, deren Fortbestand und Erfolg von einer solchen Halle abhänge[4]

Mit der Verwirklichung der Maßnahmen, die am 1. Mai 1899 mit Steinschüttungen zur Gründung der unteren Ufermauer begannen, war auch der Ankauf der gesamten Westseite der Krämerstraße und der Abriss der dort vorhandenen historischen Gebäude (ab 1896) verbunden.
Zusammen mit dem Architekten Johann Georg Eberlein konkretisierte der um 1900 nach Düsseldorf berufene Architekt Johannes Radke, ein Fachmann für fantasievolle Ausstellungsarchitekturen, im Jahr 1901 die Planungen für die Gestaltung der oberen Uferschutzmauer, die 1898 weiteren Entschließungen der Stadtverordneten-Versammlung vorbehalten worden war. Hierzu entwickelte er an einer geplanten Platanenallee als Promenade der Hochuferstraße in Formen des Jugendstils eine Natursteinbrüstung, die auf der mit Basalt verkleideten Ufermauer, welche ab 1900 ausgeführt worden war, aufgesetzt wurde. Die Ufermauer erhielt nach dem Vorbild von Kasematten an geeigneten Stellen Öffnungen für unterirdische Lagerräume, um unschöne Lagerbaracken an der Ladestraße zu vermeiden. Radke ergänzte seinen Entwurf mit zahlreichen Treppen, die eine Verbindung zwischen der unteren Ebene und der Promenade herstellten. Außerdem gliederte er sein Bauwerk durch eine vorspringende Terrasse, durch Stelen und Obelisken mit elektrisch beleuchteten Kandelabern sowie durch ein Pegel- und Uhrhäuschen. Die bauplastischen Objekte waren bildhauerisch ausgeführt und durch kunsthandwerklich anspruchsvolle Schmiedearbeiten ergänzt. Den Höhepunkt seines Entwurfs bildete das sogenannte Düsselschlösschen, ein mehrgeschossiges Weinlokal in der Form einer von Rhein- und Burgenromantik inspirierten Jugendstil-Miniaturburg am Burgplatz. Am 8. März 1902 wurde feierlich der Schlussstein gelegt.
Das Gesamtprojekt verknüpfte moderne Infrastruktur- und Verkehrsplanungen mit dem Gedanken der Stadtverschönerung, wie er durch Camillo Sittes Schrift zur Stadtbaukunst 1889 neue Impulse erhalten hatte. In diesem Sinne verfolgte die Stadt Düsseldorf zeitgleich zur Verschönerung ihrer Rheinfront auch die Umgestaltung des Stadtgrabens und die Aufwertung der Stadträume an der Königsallee sowie die Restrukturierung des alten innerstädtischen Garnisonsstandorts an der Kasernenstraße zu einem modernen Banken- und Verwaltungsstandort. Die Erschließungs- und Aufwertungsmaßnahmen der Rheinufervorschiebung zogen in den Folgejahren die Ansiedlung von herrschaftlichen Etagenhäusern und palastartigen Verwaltungs- und Firmensitzen nach sich. Im Süden, am heutigen Mannesmannufer, entstanden für den Provinzialverband der Rheinprovinz – als Vorläufer des späteren Regierungsviertels des Landes Nordrhein-Westfalen – das Landeshaus Düsseldorf und die Villa Horion (1909–1911), ferner das Mannesmann-Haus (1911–1912). Im Norden, am Kaiser-Wilhelm-Park (1906) und an der Cecilienallee (ab 1906), im Ensemble mit dem Kunstpalast (1902), wurden die Gebäude der Königlich Preußischen Regierung (1907–1911) und des Oberlandesgerichts (1910) errichtet, beide mit repräsentativen Wohn- und Amtssitzen für ihre Präsidenten.
Durch Bombenangriffe im Zweiten Weltkrieg wurde das Düsselschlösschen im August 1941 beschädigt und unmittelbar nach dem Krieg abgerissen. Der damalige Beigeordnete Walter Köngeter und der damalige Planungsamtsleiter Friedrich Tamms schufen durch den Abriss Platz für eine neue, breitere Rheinuferstraße (Reichsstraße 1, später Bundesstraße 1), um nach dem Leitbild der autogerechten Stadt dem anwachsenden motorisierten Verkehr zu entsprechen. Weitere Veränderungen und Überformungen entstanden in den 1990er Jahren im Zuge der Errichtung des Rheinufertunnels und der Umgestaltung des Rheinufers zur heutigen Rheinuferpromenade.
Die verbliebenen Reste der von Radke und Eberlein entworfenen Anlagen, insbesondere die Pegeluhr, die Terrasse, die Rampe, die Mauern und Treppen an der Gaststättenzeile Düsseldorfer Kasematten, stehen seit dem 2. September 1987 als Baudenkmal unter Schutz.